# Guillermo de Champlitte
Guillermo I de Champlitte (en francés: Guillaume de Champlitte; aprox. 1160 - 1209) fue un caballero francés que se unió a la cuarta cruzada y se convirtió en el primer príncipe de Acaya (1205–1209).

## Primeros años y la cuarta cruzada
Guillermo era el segundo hijo de Odón de Champlitte, vizconde de Dijon y de su esposa, Sibila de La Ferté, y nieto de Hugo I de Champaña. Guillermo se casó primero con Alais, la señora de Meursault. Con el consentimiento de su esposa, donó propiedades a los cistercienses de la abadía de Auberive por el alma de su hermano menor Hugo en 1196. Después se casó con Isabel de Monte-Saint-Jean, pero se divorciaron en 1199.
Guillermo y su hermano, Odón II de Champlitte se unieron a la Cuarta Cruzada en septiembre de 1200 en Císter. Guillermo fue uno de los líderes cruzados que firmaron la carta escrita en abril de 1203 por los condes Balduino IX de Flandes, Luis I de Blois y Hugo IV de Saint Pol al Papa Inocencio III, que había excomulgado a toda la expedición después de la ocupación de Zara (actual Zadar en Croacia). Ellos pidieron al Papa no castigar al marqués Bonifacio de Montferrato, el líder de la cruzada, con el fin de preservar la integridad de la expedición, la cual había retenido la publicación de la bula papal de anatema.
Los cruzados tomaron Constantinopla el 13 de abril de 1204 y dieron el trono imperial a Balduino IX de Flandes, que fue coronado ceremoniosamente el 16 de mayo de 1204, pero Guillermo de Champlitte se unió a Bonifacio de Montferrato que se convirtió en rey de Tesalónica bajo el nuevo emperador. Según el Partitio terrarum imperii Romaniae (Partición del Imperio bizantino), un tratado concluido por todos los dirigentes de la cuarta cruzada, la República de Venecia recibía el derecho de ocupar, entre otros territorios, la mayoría del Peloponeso (Grecia).

## Fundación del Principado de Acaya
A principios de 1205 Godofredo de Villehardouin, uno de los viejos amigos de Guillermo de Champlitte llegó al campamento de Bonifacio I de Tesalónica en Nauplia. Godofredo había ocupado anteriormente algunas partes de Mesenia y persuadió al rey que aunque la parte noreste del Peloponeso estaba ofreciendo resistencia en el resto de la península esta podría ser fácilmente conquistada. Godofredo también ofreció compartir el territorio con Guillermo. Bonifacio nominó a Guillermo para que mantuviera el Peloponeso como feudo. Godofredo de Villehardouin luego rindió homenaje a Guillermo y los dos, con un centenar de caballeros que les había dado el rey además del séquito personal de cada líder, se lanzaron a conquistar el resto de la península.
Desde Nauplia Guillermo y Godofredo de Villehardouin hicieron su camino hacia el norte hasta Corinto, y de allí a lo largo de la costa del golfo hasta Patras, donde tomaron también la ciudad y el castillo. Luego continuaron por la costa hasta Andravida, donde los arcontes locales y la población salieron a su encuentro, con sacerdotes llevando sus cruces y sus iconos. Los griegos hicieron una reverencia a Guillermo como su nuevo gobernante. La caída de Andravida también significó la fácil ocupación de Elis. Dondequiera que Guillermo no encontraba resistencia, reconocía los derechos de los griegos con sus tierras, costumbres y privilegios.

El Peloponeso en la Edad Media.

Los conquistadores encontraron su primer obstáculo serio en Arcadia, en la fortaleza de Ciparisia, ya que no estaban preparados para tomarla. Los cruzados continuaron hasta Modona (actual Methoni), pero los nativos de Nikli, Veligosti, y Esparta, junto con algunos de los eslavos melingos del monte Taigeto y los montañeses de Maina, formaron un ejército para oponerse a su avance. La resistencia pronto se unió a un tal Miguel que es identificado por la mayoría de los historiadores con Miguel I Comneno Ducas, que se había hecho gobernante de Epiro en 1205. Guillermo rápidamente fortificó Modona y se preparó para enfrentarse con los griegos. La batalla que decidió el futuro de Acaya se libró en un olivar llamado Cunduros en el verano de 1205. Ahí los cruzados mejor armados y disciplinados consiguieron una victoria aplastante sobre las más numerosas fuerzas griegas. Miguel huyó del campo de batalla y Guillermo en poco tiempo ocupó Coron (actual Koroni), Kalamata y Ciparisia.

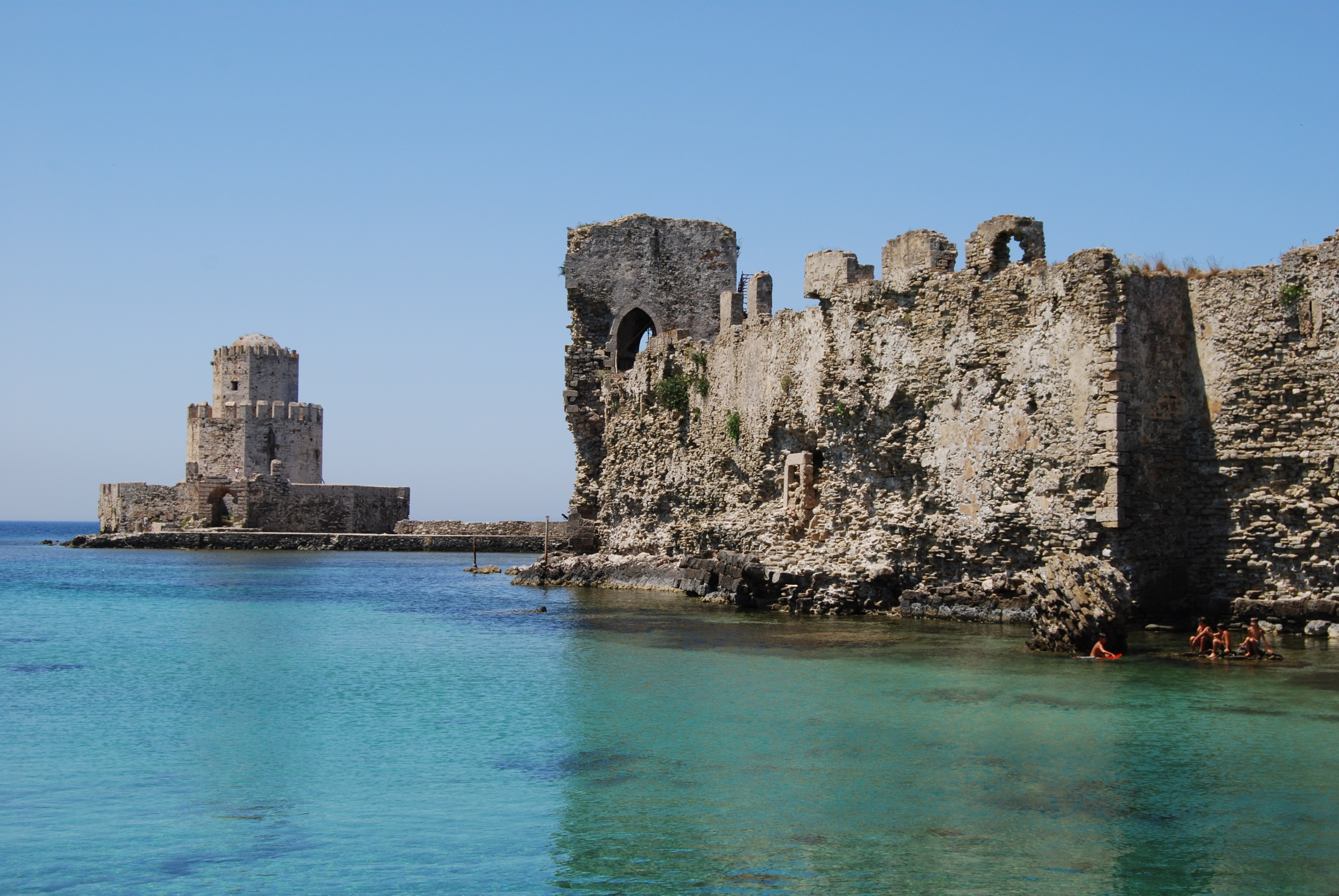
Fortaleza en Modona.

Aunque la península no había sido invadida completamente (por ejemplo León Esguro aún mantenía en su posesión el Acrocorinto, Argos y Nauplia) en el otoño de 1205 Guillermo había asumido el título de Príncipe de Acaya. El nombre derivaba de la región de Acaya en la parte noroeste de la península, una de las primeras regiones que los cruzados habían sometido. El título de príncipe de Acaya, sin embargo se refería a todo el Peloponeso. El 19 de noviembre de 1205 el Papa Inocencio III, en una carta a Tomás Morosini, el nuevo patriarca latino de Constantinopla, se refirió a Guillermo como princeps totius Achaiae provinciae («príncipe de toda la provincia de Acaya»).
Sin embargo, los venecianos, con el fin de asegurarse el control de los puertos claves entre Italia y Constantinopla, exigieron que sus derechos otorgados en el tratado de partición de 1204 fueran reconocidos. A principios de 1206 ocuparon Modona y Coron, y expulsaron a las guarniciones francas. En 1208 Guillermo se enteró de la muerte de su hermano Luis en Borgoña y decidió regresar a Francia para reclamar las tierras de su familia. Dejó a Godofredo de Villehardouin como bailío para administrar Acaya hasta que su sobrino Hugo llegara a sustituir a Godofredo como bailío. Guillermo, sin embargo, murió de camino a casa en Apulia.